# Assassin's Creed Freedom Cry
Assassin's Creed Freedom Cry (укр. Кредо Асасина: Крик Свободи) — це пригодницька відеогра, розроблена Ubisoft Quebec і видана Ubisoft. Дія гри відбувається у французькій колонії Сан-Домінго (сучасна Гаїті) між 1735 і 1737 роками, а її героєм є Адевале, видатний другорядний персонаж з гри Assassin's Creed IV: Black Flag 2013 року. Намагаючись перешкодити діяльності тамплієрів у Карибському морі від імені їхньої суперницької організації, Братства Асасинів, Адевале зазнає корабельної аварії у Сан-Домінго, де він стикається з найжорстокішими практиками рабства у Вест-Індії.
Спочатку випущена як доповнення під назвою Assassin's Creed IV: Black Flag — Freedom Cry, автономна версія, яка не потребує основної гри Black Flag, була випущена для Microsoft Windows, PlayStation 3 і PlayStation 4 у лютому 2014 року. У грудні 2019 року гра була перевидана на Nintendo Switch у складі збірки Assassin's Creed: The Rebel Collection, до якої також увійшли Black Flag та наступна частина серії, Assassin's Creed Rogue. Сюжетна кампанія Freedom Cry, яка відбувається через тринадцять років після подій Black Flag, слабко пов'язана з її оповіддю, але зберігає більшість основних ігрових механік. Письменниця Джилл Мюррей виступила головним сценаристом доповнення, а французький композитор Олів'є Дерів'є написав саундтрек до гри, замінивши Браяна Тайлера, композитора, який працював над основною грою.
Версія Freedom Cry для Xbox One отримала схвальні відгуки від відеоігрових журналістів, тоді як загальний прийом версій для PlayStation 4 і Xbox 360 був менш позитивним. Критики загалом високо оцінили сюжет гри та рішення зосередитися на вже відомому побічному персонажі, але були розчаровані її короткою тривалістю та відсутністю суттєвих покращень у геймплеї порівняно з Black Flag. Ретроспективно Freedom Cry була оцінена як помітне зображення жанру оповіді про рабів у середовищі відеоігор.

## Ігролад
Freedom Cry є однокористувацькою пригодницькою стелс-грою у відкритому світі з видом від третьої особи у наземному та морському середовищі. Гравці беруть на себе роль Адевале, колишнього раба з Тринідаду, який служив інтендантом головного героя Assassin's Creed IV: Black Flag Едварда Кенвея на його кораблі Jackdaw (укр. Галка) до того, як приєднався до Братства Асасинів. Як і в Black Flag, у Freedom Cry є морські бої, де гравці можуть атакувати, брати на абордаж і захоплювати кораблі, що пропливають повз них. З корабля Адевале, який можна покращувати протягом гри, використовуючи ігрову валюту та ресурси, гравці можуть спостерігати за далекими кораблями, їхнім вантажем та силою за допомогою підзорної труби.
У Freedom Cry з'явилася нова ігрова механіка — звільнення пригноблених рабів. Кожен звільнений раб слугує ресурсом, який гравець може накопичувати, щоб розблокувати оновлення для особистого озброєння та спорядження Адевале на його базі на кораблі. Гравці можуть використовувати схожу систему вербування, представлену в Black Flag, щоб залучити завербованих маронів для боротьби на боці Адевале. Гравці матимуть можливість звільнити рабів і бойових маронів від їхніх гнобителів за допомогою процедурно згенерованих судів, рейдів на колоніальні плантації або сюжетних місій.

## Сюжет
У 1735 році під час нападу на конвой тамплієрів у Вест-Індії Адевале вдається повернути пакунок зі стародавнім артефактом, але невдовзі його корабель Віктуар потрапляє в сильний шторм. Адевале прокидається біля узбережжя Сан-Домінго і опиняється в околицях його столиці Порт-о-Пренса. Дізнаючись, що тамплієри мали доставити артефакт жінці на ім'я Бастьєн Жозеф, Адевале дізнається, що вона є господинею місцевого борделю. Він зустрічається з Бастьєною, яка розповідає, що таємно симпатизує маронам, групі борців за свободу, що складається зі звільнених рабів, і що вона використовує гроші, які їй платять тамплієри, щоб звільнити рабів у регіоні. Бастьєн переконує Адевале допомогти маронам; він знайомиться з їхнім лідером Огюстеном Дьєфором і захоплює новий корабель під назвою Експерто Креде, щоб зруйнувати регіональну работоргівлю.
Працюючи на Бастьєн, Адевале дізнається, що губернатор Порт-о-Пренса П'єр де Файє планує таємну експедицію для збору географічних даних, які б полегшили навігацію та работоргівлю. Адевале проникає в експедицію, замінюючи неписьменних рабів грамотними маронами, щоб отримати дані, які шукає губернатор. Бастьєна заперечує проти плану Адевале щодо подальших рейдів проти работоргівлі і стверджує, що де Файє покарає ув'язнених рабів у відповідь на наступ маронів. Адевале ігнорує її, але пізніше стає свідком того, як французький військовий фрегат обстрілює беззбройне невільниче судно, щоб не дати рабам приєднатися до маронів. Адевале врятував кількох рабів від утоплення, але корабель зрештою перекинувся, вбивши решту.
Присягаючись помститися, Адевале проникає до маєтку де Фає і вбиває його. Перед смертю губернатор стверджує, що раби — недолюди, не здатні до самоуправління і за відсутності керівництва з боку господарів природно вдаватимуться до насильства. Передавши Бастьєн артефакт, який виявився Скринькою Предтеч, Адевале залишає Порт-о-Пренс і повертається до асасинів, але обіцяє продовжувати допомагати пригнобленим у регіоні.

## Розробка та випуск
Головним сценаристом Freedom Cry є Джилл Мюррей, яка також написала Assassin's Creed III: Liberation та доповнення Aveline DLC для Black Flag. До команди авторів Freedom Cry також входили Мелісса Маккобрі, Хьюго Жард і Веслі Пінкомб. Музику до Freedom Cry написав Олів'є Дерів'є. Вона була записана на Avatar Studios у Нью-Йорку з La Troupe Makandal, групою, що спеціалізується на гаїтянській музиці, та на Galaxy Studios у Бельгіїз Брюссельським філармонічним оркестром.
Freedom Cry була вперше випущена в грудні 2013 року як доповнення для Assassin's Creed IV: Black Flag для Microsoft Windows, PlayStation 3, PlayStation 4, Xbox 360 і Xbox One. У лютому 2014 року було оголошено, що Freedom Cry вийде як окрема гра на PlayStation 3 і PlayStation 4 18 лютого 2014 року для Північної Америки і 19 лютого 2014 року для Європи. Пізніше, 25 лютого 2014 року, гра вийшла на ПК. Разом з Black Flag і Assassin's Creed Rogue, Freedom Cry увійшла до колекції Assassin's Creed: The Rebel Collection для Nintendo Switch, яка вийшла 6 грудня 2019 року. Для Google Stadia гра вийшла 14 вересня 2021 року в рамках Assassin's Creed Black Flag Gold Edition.

## Сприйняття
За даними агрегатора рецензій Metacritic, Freedom Cry загалом була добре прийнята на Xbox One, тоді як версії для PlayStation 4 і Xbox 360 отримали дещо нижчі оцінки — змішані або середні.
У своєму огляді 2014 року журнал Electronic Gaming Monthly назвав історію Крику свободи «найпотужнішою, найгострішою історією» у всесвіті Assassin's Creed і єдиною родзинкою доповнення, а також відзначив незвичним те, що гравець керує побічним персонажем. Видання Hardcore Gamer погодилося з тим, що DLC є чудовим доповненням до основної гри, і похвалило історію Freedom Cry за те, що вона варта того, щоб пережити її у захопливому сеттингу. Британське видання Official Xbox Magazine вважало, що в цілому хороша додаткова історія «трохи страждає від обнулення і перезапуску прогресу», але в іншому вітало доповнення для Black Flag. Eurogamer вважає, що найбільшою перевагою Freedom Cry є «сильний, самодостатній наратив». І навпаки, GameSpot був стурбований тим, як DLC розкриває темні теми, пов'язані з історіями про рабів.
Значна частина критики була зосереджена на розмірі та масштабі гри порівняно з Black Flag, а також на деяких аспектах механіки її ігрового процесу. Щомісячник Electronic Gaming Monthly вважав, що Freedom Cry є «мізерною» у порівнянні з основною грою. IGN описав Freedom Cry як «цілу гру Assassin's Creed, стиснену в п'ять годин», але стверджував, що в її механіці відсутня значна частина далекоглядних рішень, які підтримували актуальність Чорного прапора на момент його виходу. Eurogamer прокоментував, що механіка геймплею «залишається рішуче замкненою» в рамках Assassin's Creed, і стверджував, що втома гравця через надмірне знайомство з грою в кінцевому підсумку підриває сильний наратив. З іншого боку, Game Revolution не знайшла жодних недоліків у вигляді ігрового процесу, який, як стверджується, є основною принадою DLC, на відміну від історії головного героя, Адевале.
У лютому 2015 року Мюррей, Маккобрі, Джард і Пінкомб спільно отримали номінацію на премію Гільдії письменників Америки 67-го видання за сценарій та історію Крику свободи.